# Legends of Tomorrow (2.ª temporada)
A segunda temporada da série de televisão estadunidense Legends of Tomorrow, que é baseada em personagens da DC Comics, estreou na The CW em 13 de outubro de 2016, e teve 17 episódios até 4 de abril de 2017. A temporada segue as Lendas, uma disfuncional equipe de super-heróis e anti-heróis que viajam no tempo, e sua missão de corrigir aberrações no tempo resultantes de sua primeira missão juntos. É ambientado no Universo Arrow, compartilhando continuidade com as outras séries de televisão do universo e é um spin-off de Arrow e The Flash. A temporada é produzida pela Berlanti Productions, Warner Bros. Television e DC Entertainment, com Phil Klemmer atuando como showrunners.
A temporada foi encomendada em março de 2016. A produção começou em julho e terminou em fevereiro de 2017. Os principais membros do elenco, Victor Garber, Brandon Routh, Arthur Darvill, Caity Lotz, Franz Drameh, Amy Pemberton e Dominic Purcell voltaram da temporada anterior. Eles se juntam aos novos membros do elenco Maisie Richardson-Sellers, Nick Zano e Matt Letscher de The Flash. A série foi renovada para uma terceira temporada em janeiro de 2017.

## Episódios
| N.º na série | N.º na temp. | Título                                                                      | Dirigido por     | Escrito por                                                                             | Exibição original       | Audiência (milhões) |
| --- | ------------ | --------------------------------------------------------------------------- | ---------------- | --------------------------------------------------------------------------------------- | ----------------------- | ------------------- |
| 17 | 1            | "Out of Time" "(Fora do Tempo)" (BR)                                        | Dermott Downs    | História por : Greg Berlanti & Chris Fedak Roteiro por : Marc Guggenheim & Phil Klemmer | 13 de outubro de 2016   | 1.82                |
| Em 2016, o historiador Nate Heywood pede ajuda ao prefeito de Star City, Oliver Queen, para localizar a nave do tempo afundada e encontram apenas Mick a bordo, em estase. Depois de ser acordado, Mick diz a eles o que aconteceu: Depois que os Mestres do Tempo se foram, o time de Rip — Mick, Ray, Sara, Jefferson e Martin — continuaram viajando através do tempo lidando com "aberrações" na história, evitando irem para 1942 devido ao aviso de Rex Tyler. Eles descobrem que uma bomba nuclear seria explodido em Nova York em 1942 e acreditam que os nazistas sequestraram Albert Einstein para forçá-lo a fazer uma. Então, o time sequestra Einstein, mas descobrem que isso não mudaria os acontecimentos. Einstein explica que seu ex-esposa, Mileva Marić, é a única outra cientista com experiência suficiente para fazer uma bomba nuclear. Em outro confronto, eles salvam Mileva, enquanto Sara tenta matar Damien Darhk, que está ajudando os nazistas, para evitar a morte de Laurel. No entanto, Darhk escapa e lança sua única bomba atômica em direção a Nova York usando um submarino. Rip teleporta todos, espalhando-os ao longo do tempo, mas deixa Mick em estase na nave antes de colidir a nave com a bomba e salvar a cidade. Mick e Nate viajam através do tempo e salvam todos, mas não conseguem encontrar qualquer vestígio de Rip. Depois de corrigir os eventos em 1942 para impedir os nazistas de fazerem uma bomba nuclear, o time é confrontado pela Sociedade da Justiça de América (SJA). Enquanto isso, é revelado que Darhk está trabalhando com Eobard Thawne. |              |                                                                             |                  |                                                                                         |                         |                     |
| 18 | 2            | "The Justice Society of America" "(A Sociedade de Justiça da América)" (BR) | Michael Grossman | Chris Fedak & Sarah Nicole Jones                                                        | 20 de outubro de 2016   | 1.80                |
| A Sociedade de Justiça da América encurrala e captura as Lendas, acreditando que eles são espiões nazistas. Nate revela que ele é neto de um membro da SJA, Henry. A SJA os liberta, já que pretendem obter informações sobre Baron Krieger, um capitão nazista. Eobard Thawne dá um soro para Baron Krieger, que quer fazer um acordo com Hitler. Nate descobre que a SJA morre em Paris, em 1942. O time descobre que Baron Krieger está transportando um amuleto para fazer parte da SJA. Martin assume o papel de líder do time. Enquanto os outros pegam o amuleto e lutam contra os nazistas, Ray e Amaya lutam contra Baron Krieger, que usa o soro em si mesmo, o que faz com que Ray e Amaya sejam capturados. Baron Krieger obriga Ray a replicar o soro. Martin percebe que ele não é um líder adequado, e nomeia Sara para assumir seu lugar. Em seguida, os times atacam a base nazista, salvam Ray e Amaya, e derrotam Baron Krieger. No entanto, Nate é ferido no processo, e não está se curando devido a ser hemofílico. Ray salva Nate com um soro modificado. Na sede da SJA em Nova York, Eobard Thawne mata Rex e rouba o amuleto. Antes de morrer, Rex diz para Amaya: "Viajante do Tempo". |              |                                                                             |                  |                                                                                         |                         |                     |
| 19 | 3            | "Shogun" "(Shogun)" (BR)                                                    | Kevin Tancharoen | Phil Klemmer & Grainne Godfree                                                          | 27 de outubro de 2016   | 1.75                |
| Amaya se infiltra na nave e ataca Mick, acreditando que ele é o responsável pela morte de Rex. Nate a impede usando sua habilidade meta-humana recém-desenvolvida, conseguindo se transformar em aço. Sara convence Amaya de que um viajante do tempo trapaceiro foi quem matou Rex. Um acidente durante os treinamentos que Ray dá para Nate arremesa os dois para o vórtice do tempo e eles acabam indo para o Japão feudal, no século 17. Nate é encontrado e tratado por Masako Yamashiro, a noiva do Shogun Tokugawa Iemitsu, cujo samurai captura Ray. Sara, Amaya e Mick salvam Ray das mãos de Tokugawa, que usa o traje do Átomo para luar contra eles. Eles se encontram com Nate, já recuperado, mas ele não quer ir embora pois não quer deixar Masako se casar com o brutal Tokugawa. Eles defendem a aldeia de Masako de ser atacada pelos samurais, enquanto Ray e Nate derrotam Tokugawa, destruindo o traje do Átomo. Nate e Amaya se juntam oficialmente ao time. Enquanto isso, Jefferson e Martin descobrem um arsenal escondido dentro da Nave onde há uma mensagem secreta de Barry Allen, enviada para Rip em 2056, da qual é proibido que a tripulação ouça. |              |                                                                             |                  |                                                                                         |                         |                     |
| 20 | 4            | "Abominations" "(Aberrações)" (BR)                                          | Michael Allowitz | Marc Guggenheim & Ray Utarnachitt                                                       | 3 de novembro de 2016   | 1.75                |
| O time descobre sobre um Pirata do Tempo preso em Mississippi, em 1863. Chegando lá, eles encontram um homem negro chamado Henry Scott sendo perseguido por soldados confederados transformados em zumbis por causa de um vírus que o Pirata do Tempo trouxe. Os zumbis atacam o time e eles conseguem derrotá-los, mas Henry acaba sendo morto. Antes de sua morte, Henry revela que é um espião da União atribuído para roubar planos de batalha confederados para o General Grant, e pede para Jefferson completar sua missão. O time descobre que Mick foi infectado com o vírus e o levam para a nave. Ray e Martin vão com Mick e, finalmente, conseguem curá-lo. Sara e Nate avisam Grant sobre os zumbis, enquanto Jefferson e Amaya tentam roubar os planos de batalha. Jefferson, se passando como um servo de uma mansão, contraria as ordens de um dono de plantação e é preso em uma senzala. Amaya logo o liberta junto com outros prisioneiros negros. Eles encontram os planos de batalha e colocam fogo na mansão durante um ataque zumbi. Enquanto isso, o acampamento de Grant também é atacado por zumbis. Sara formula um plano bem-sucedido para matá-los usando os poderes de Nate. Jefferson, fingindo ser Henry Scott, entrega os planos de batalha para Grant, que irá garantir a vitória da batalha da União. Agradecido, Mick dá a arma de gelo de Leonard Snart para Ray. |              |                                                                             |                  |                                                                                         |                         |                     |
| 21 | 5            | "Compromised" "(Comprometidos)" (BR)                                        | David Geddes     | Keto Shimizu & Grainne Godfree                                                          | 10 de novembro de 2016  | 1.77                |
| Em 1987, Eobard Thawne oferece uma aliança a Damien Darhk, a qual Darhk recusa. Na nave, Nate descobre uma aberração em 1987, envolvendo a assinatura do tratado INF. o time se infiltra na Casa Branca como turistas e encontram Darhk por lá, como um dos negociadores do tratado. Sara novamente tenta matá-lo, o que alerta os seguranças da Casa Branca e obriga o time a fazer uma fuga muito pública. Mais tarde, o time descobre que Darhk está fazendo seu próprio acordo secreto com a KGB. Voltando à Casa Branca durante um jantar de Estado, eles descobrem que Darhk está fazendo uma troca com os agentes da KGB para ganhar posse de uma caixa com um item desconhecido dentro. O time derrota os homens de Darhk e os russos. Sara confronta Darhk, mas poupa sua vida. Em vez disso, ela o tortura com o conhecimento de seu futuro: o fracasso de seu plano, o assassinato de sua esposa e sua própria morte no final. Eobard Thawne afasta Darhk de Sara, mas não antes que ela roube a caixa dele. Ela percebe que o viajante do tempo que matou Rex Tyler e afastou Darhk dela é um velocista. Atordoado pela revelação de Sara, Darhk insiste em se unir a Thawne, que o leva de 1987 para um portal do tempo. |              |                                                                             |                  |                                                                                         |                         |                     |
| 22 | 6            | "Outlaw Country" "(País Fora de Lei)" (BR)                                  | Cherie Nowlan    | Matthew Maala & Chris Fedak                                                             | 17 de novembro de 2016  | 1.85                |
| O time descobre uma aberração no Colorado, em 1874. Ao chegarem lá, eles salvam Jonah Hex de ser executado. Jonah revela que está lutando contra um homem fora da lei chamado Quentin Turnbull. Nate revela que Turnbull conduzirá o oeste dos Estados Unidos em sua secessão para formar o "Turnbull Country". O time descobre que Turnbull está desenterrando a estrela anã, que Ray usou no traje do Átomo, e que Turnbull está planejando destruir uma ferrovia que conecta o oriente dos Estados Unidos ao oeste, impedindo o exército dos Estados Unidos de marchar para o oeste. Enquanto Sara e Jonah lutam contra Turnbull, Mick e Amaya destroem a mina, e Nate usa seus poderes para parar o trem. Ao invés de matar Turnbull, Jonah decide entregá-lo às autoridades. Com a estrela anã recuperada, Ray planeja reconstruir seu terno, e mostra à Nate o terno que fez para ele. Amaya decide ensinar Mick a controlar sua raiva. Martin e Jefferson deduzem que, devido à interação de Martin com seu eu passado, sua esposa mudou. Sara chama o time e diz que eles precisam voltar para 2016 para ajudar seus amigos. |              |                                                                             |                  |                                                                                         |                         |                     |
| 23 | 7            | "Invasion!" "(Invasão!)" (BR)                                               | Gregory Smith    | História por : Greg Berlanti Roteiro por : Phil Klemmer & Marc Guggenheim               | 1 de dezembro de 2016   | 3.39                |
| Nate, Mick, Amaya, Felicity e Cisco viajam de volta à primeira invasão dos Dominadores na Terra, em Oregon, em 1951. As Lendas sequestram com sucesso um Dominador para obter informações, mas são capturados por agentes federais. Quando estão sob custódia, eles tentam tirar informações do Dominador e descobrem que os alienígenas vieram à Terra para avaliar a ameaça que a humanidade representava agora que os meta-humanos apareceram. Felicity e Cisco salvam as Lendas e ajudam a libertar o Dominador. Enquanto isso, em Central City, 2016, o time descobre que os Dominadores sabem sobre a alteração que Barry fez na linha do tempo e que os alienígenas exigem que ele se renda em troca da paz. Após o retorno das Lendas, o time descobre que a arma dos Dominadores é uma bomba que matará todos os meta-humanos da Terra, o que também pode acabar matando humanos inocentes. Os times tentam convencer Barry a não se render, e Cisco faz as pazes com ele. Eles conseguem destruir a bomba e obrigar os Dominadores a irem embora usando uma nanotecnologia que causa uma dor indescritível. Cisco dá para Kara um dispositivo que permite viajar entre universos. Martin convence Jefferson a não dizer aos outros que sua filha, Lily, é uma aberração da linha do tempo. Este episódio conclui um crossover que se inicia no episódio 8 da 3ª temporada de The Flash e continua no episódio 8 da 5ª temporada de Arrow. |              |                                                                             |                  |                                                                                         |                         |                     |
| 24 | 8            | "The Chicago Way" "(O Caminho de Chicago)" (BR)                             | Ralph Hemecker   | Sarah Nicole Jones & Ray Utarnachitt                                                    | 8 de dezembro de 2016   | 2.00                |
| Eobard Thawne, Damien Darhk e Malcolm Merlyn chegam em Chicago, em 1927, e se aliam a Al Capone. Ao descobrirem dessa aberração, as Lendas chegam e conseguem impedir Al Capone de matar Eliot Ness. Eliot é gravemente ferido, então, o time decide obter informações vitais sobre a operação de Al Capone para conseguirem salvar a história. Enquanto isso, Mick começa a ter alucinações de Snart, que o menospreza para agir como ele. Sara e Martin são sequestrados por Eobard Thawne quando se infiltram e atacam o clube de Al Capone. Malcolm Merlyn oferece a Sara a chance de mudar seu passado em troca do amuleto que ela pegou de Damien Darhk em 1987, mas ela se recusa. O time salva Sara e Martin, mas é descoberto que "Martin" é Eobard disfarçado, que procura o amuleto com sua super-velocidade pela nave, enquanto Malcolm a ataca. Eobard escapa da vingança pelas mãos de Amaya, mas Sara entrega o amuleto para salvar Martin. Então, as Lendas conseguem corrigir a linha do tempo. Mais tarde, Eobard mostra para Damien e Malcolm que o amuleto, quando completo, projeta um mapa holográfico que pode localizar a Lança do Destino, da qual é capaz de "reescrever a realidade". Para consegui-la, eles devem procurar Rip Hunter, que está trabalhando como diretor de cinema em Los Angeles, em 1967. |              |                                                                             |                  |                                                                                         |                         |                     |
| 25 | 9            | "Raiders of the Lost Art" "(Os Caçadores da Arte Perdida)" (BR)             | Dermott Downs    | Keto Shimizu & Chris Fedak                                                              | 24 de janeiro de 2017   | 1.74                |
| Durante o ataque em Nova York, Rip pegou a Lança na nave e usou a viagem no tempo para fugir. No presente, o time descobre sobre a Lança e vão para Los Angeles, em 1967, onde eles enfrentam Damien Darhk e Malcolm Merlyn, que tentam sequestrar Rip, do qual não se lembra de suas aventuras anteriores e está trabalhando com George Lucas. Damien, Malcolm e as Lendas fogem; e Rip é preso pela polícia. O time o tira da custódia e o leva para a nave. Nate e Ray revelam que perderam suas especialidades e seus poderes desde que a aberração na linha do tempo fez com que George Lucas desistisse de fazer cinematografia. Enquanto Nate, Amaya e Ray encontram George para tentar fazê-lo mudar de ideia, os outros descobrem que George possui um dos fragmentos da Lança. Damien Darhk e Malcolm Merlyn dominam Nate, Amaya e Ray, e os obrigam a procurar o fragmento em um lixão. Os outros chegam e uma batalha se inicia, durante a qual eles recuperam o fragmento e o Medalhão; mas Rip é sequestrado por Eobard Thawne, que pretende torturá-lo para encontrar os outros fragmentos da Lança. Lucas volta para a cinematografia; e o time promete salvar Rip. Enquanto isso, Mick conta para Martin sobre suas alucinações, das quais Martin interpreta como alucinações emocionais, não neurais. |              |                                                                             |                  |                                                                                         |                         |                     |
| 26 | 10           | "The Legion of Doom" "(A Legião do Mal)" (BR)                               | Eric Laneuville  | Phil Klemmer & Marc Guggenheim                                                          | 31 de janeiro de 2017   | 1.78                |
| As tentativas da Legião do Mal de tirar informações de Rip falham repetidamente, fazendo com que as tensões dentro do grupo cresçam. Eobard Thawne desaparece em outra missão depois de insistir que ele é mais poderoso, ordenando que Malcolm Merlyn e Damien Darhk vão até um banco na Suíça, em 2025, para acessar um cofre com o número que Damien encontrou gravado no dente de Rip. Enquanto isso, Martin recruta Lily para ajudar o time a decodificar o amuleto. Ela descobre que é uma aberração, e fica com raiva de Martin. Depois de um assalto no banco falhar, Malcolm e Damien decidem trabalhar juntos contra Eobard. As Lendas percebem que o misterioso velocista é Eobard, e que ele precisa da Lança para desfazer sua remoção da existência. Damien e Malcolm voltam até o banco e invadem o cofre, onde encontram um registro das memórias de Rip. Eles obrigam Eobard a contar a verdade sobre seus desaparecimentos. Ele revela que o Flash Negro começou a persegui-lo depois do Ponto de Ignição. Eles conseguem prender o velocista no cofre e fugir. Então, Eobard concorda em não humilhar Malcolm e Damien novamente. Lily volta para casa, enquanto a Legião do Mal restaura as memórias de Rip, mas com "ajustes". Então, Rip é enviado para Nova Jersey, em 1776, e aparentemente atira em George Washington. |              |                                                                             |                  |                                                                                         |                         |                     |
| 27 | 11           | "Turncoat" "(Renegado)" (BR)                                                | Alice Troughton  | Grainne Godfree & Matthew Maala                                                         | 7 de fevereiro de 2017  | 1.77                |
| Rip sofreu lavagem cerebral para trabalhar com a Legião do Mal. As Lendas, que sentiram o tremor do tempo, vão até a véspera de Natal de 1776 para proteger George Washington. Enquanto Sara e Mick acompanham George, Rip e soldados Britânicos chegam armados com rifles de assalto modernos. O time não consegue lutar, pois Rip habilita um dispositivo que desativa suas tecnologias, incluindo a tecnologia da nave e da matriz do Nuclear. Então, ele atira no peito de Sara e leva Mick e George Washington de volta para o acampamento dos soldados Britânicos como prisioneiros. Jefferson é colocado no comando, enquanto Martin trabalha para salvar Sara. Ray, preso em sua forma miniaturizada, tenta restaurar o poder da nave, enquanto Jefferson a protege de Rip, que está atrás do fragmento da Lança. Nate e Amaya são emboscados enquanto seguem os soldados Britânicos. Amaya salva Nate da hipotermia no rio, e eles dormem juntos. O líder dos soldados Britânicos planeja capturar George Washington pela manhã e libertar Mick para contar o que aconteceu. George tenta entregar para Mick uma carta de amor para sua esposa. Rip ameaça Jefferson com a vida de Sara, então, Jefferson lhe diz a localização do fragmento, mas, mesmo assim, Rip a mata. O poder da nave é restaurado, permitindo que Martin consiga salvar Sara. Nate e Amaya salvam Mick e George Washington, que revela que a carta, na verdade, continha uma estratégia de batalha para os soldados. Amaya diz para Nate que eles devem permanecer amigos, enquanto o time comemora o Natal na nave. |              |                                                                             |                  |                                                                                         |                         |                     |
| 28 | 12           | "Camelot/3000" "(Camelot/3000)" (BR)                                        | Antonio Negret   | Anderson Mackenzie                                                                      | 21 de fevereiro de 2017 | 1.64                |
| Rip segue Charles McNider no ano de 3000, matando-o e pegando seu fragmento da Lança. Gideon localiza o próximo fragmento na Inglaterra medieval, em 507 D.C., durante a idade do Rei Arthur. O time é interrompido por Guinevere, que os leva até Arthur. Amaya reconhece seu conselheiro Merlin como Stargirl, sua ex-companheira na Sociedade de Justiça da América. Ela explica que Rip dividiu a Lança em quatro pedaços, e que ela formou os Cavaleiros da Mesa Redonda para proteger o pedaço dela. A Legião do Mal sequestra Arthur e o usa para entrar em Camelot, ameaçando destruí-la a menos que a Lança seja entregue para eles. Sara convence Guinevere a ajudá-los a lutar, mas Stargirl se recusa a deixá-los tomar posse do fragmento. Amaya rouba o fragmento, que foi falsificado para se parecer com a Excalibur, mas Stargirl a flagra fazendo isto. Por ter se apaixonado por Arthur, ela entrega para eles. Ao saberem que Ray se juntou ao exército de Guinevere, o time planeja uma maneira de desfazer a lavagem cerebral da Legião do Mal, então, Arthur vence Rip. Ray persegue Damien Darhk, que está fugindo, e leva um tiro, mas sobrevive graças à armadura de seu traje. Preso na cela da nave, Rip contata Gideon, que foi programada para ser leal a ele. |              |                                                                             |                  |                                                                                         |                         |                     |
| 29 | 13           | "Land of the Lost" "(A Terra dos Perdidos)" (BR)                            | Ralph Hemecker   | Keto Shimizu & Ray Utarnachitt                                                          | 7 de março de 2017      | 1.54                |
| Rip emite uma ordem para Gideon ativar a sequência de autodestruição da nave, mas o time consegue reiniciar Gideon e parar a contagem de autodestruição. Devido a um acidente, eles aterrissam no período Cretáceo, e Ray, Amaya e Nate se aventuram para recuperar uma parte do motor perdida. Mick sugere usar um método dos Mestres do Tempo de programação mental para viajar para dentro da mente de Rip e descobrir a localização do Comandante Gládio e do último pedaço da Lança. Sara e Jax viajam para dentro da mente de Rip, onde encontram males do passado de Rip, versões malvadas deles mesmos, Gideon em forma humana, e Rip preso em uma cela. Ray, Nate e Amaya recuperam a parte do motor, com Amaya usando suas habilidades para impedir um dinossauro de atacá-los. Nate e Amaya começam a desenvolver sentimentos recíprocos, mas Ray aconselha Nate a não se relacionar com Amaya, lembrando-o que, mais tarde, a neta de Amaya herdará as habilidades dela. Sara, Jax e Gideon conseguem libertar a consciência de Rip. Então, Sara e Jax voltam para a realidade. Rip beija Gideon, em forma humana, antes de voltar para a realidade e retomar seu papel como Capitão, dizendo para o time que sabe a localização do Comandante Gládio e do último pedaço da Lança. Enquanto isso, em 1970, John Swigert, Piloto do Módulo de Comando da Apollo 13, tem uma reunião com seu médico-legista, o qual é revelado ser Eobard Thawne. |              |                                                                             |                  |                                                                                         |                         |                     |
| 30 | 14           | "Moonshot" "(Vôo à Lua)" (BR)                                               | Kevin Mock       | Grainne Godfree                                                                         | 14 de março de 2017     | 1.34                |
| As Lendas vão até a NASA, no ano de 1970, onde Henry Heywood está trabalhando como consultante. Henry revela que escondeu seu fragmento da Lança na bandeira deixada pela Apollo 11 na lua, mas revela que a missão da Apollo 13 está indo exatamente como planejado, o que preocupa o time. É revelado que Eobard Thawne tomou a identidade de Jack Swigert, tendo deixado os outros dois desacordados. Ray entra a bordo do módulo de comando da Apollo, e consegue impedir Eobard de recuperar o fragmento de Lança. No entanto, a nave das Lendas fica danificada quando Sara tenta impedir que alguns meteoros danifiquem a Apollo, o que acaba deixando Ray preso na lua. Mais tarde, Ray e Eobard conseguem sair da lua e são pegos pela nave das Lendas. Eobard é preso, mas calcula o ângulo que o time precisa alcançar para reentrar na atmosfera. Henry se sacrifica para salvar o time, deixando Nate decepcionado por não ter conseguido criar uma vida potencialmente melhor para sua família, mas transmite a mensagem de Henry para seu pai, ainda adolescente. Sara e Rip parecem entrar em conflito sobre quem deve ser capitão da nave, mas, mais tarde, chegam a um acordo. Amaya pede para Gideon lhe mostrar o destino de sua aldeia e de sua família, então, acaba descobrindo sobre a destruição de sua aldeia e sobre sua neta, Mari, a Vixen atual. |              |                                                                             |                  |                                                                                         |                         |                     |
| 31 | 15           | "Fellowship of the Spear" "(Irmandade da Lança)" (BR)                       | Ben Bray         | Keto Shimizu & Matthew Maala                                                            | 21 de março de 2017     | 1.72                |
| As Lendas roubam os fragmentos restantes da Lança de Eobard Thawne e a completam novamente. Algumas escrituras gravadas na Lança revelam que ela pode ser destruída pelo sangue de Jesus Cristo. Nate revela que J.R.R. Tolkien fez muitas pesquisas sobre Sir Gawain, que possuía um pouco do sangue de Cristo. Eles encontram Tolkien na Batalha do Somme, em 1916. Tolkien leva as Lendas até o túmulo, onde são atacados por Damien Darkh e Leonard Snart, que a Legião recrutou antes dele se juntar às Lendas originais. Tolkien consegue um mapa antes de fugir com os outros. Amaya sugere usar a Lança para apagar a Legião da realidade, mas os outros discordam. Usando o mapa e a Lança, eles rastreiam o sangue na Batalha do Somme, onde Rip consegue convencer os dois lados a cessar-fogo por um período temporário, durante o qual as Lendas conseguem o sangue. Eles são confrontados por Damien e Snart, que convencem Mick a se juntar à Legião e lhes entregar a Lança, com a qual eles fogem após Snart iniciar um conflito, que faz com que o sangue seja destruído. Malcolm Merlyn retorna à Legião com o Manuscrito do Calebros, que eles usam para ativar a Lança. |              |                                                                             |                  |                                                                                         |                         |                     |
| 32 | 16           | "Doomworld" "(Mundo do Mal)" (BR)                                           | Mairzee Almas    | Ray Utarnachitt & Sarah Hernandez                                                       | 28 de março de 2017     | 1.59                |
| Na nova realidade criada pela Legião do Mal, Eobard Thawne é o genial Diretor Executivo do STAR Labs e capturou o Flash Negro, Damien Darhk é o prefeito de Star City, a família de Malcolm Merlyn está viva, e Snart e Rory controlam Central City como Capitão Frio e Onda Térmica, mas ainda atendem Eobard Thawne como um superior. Ray, Jax e Martin Stein trabalham para Eobard no STAR Labs, Sara e Amaya trabalham como executoras de Damien Darhk, e Nate é um teórico da conspiração. Rip, que é o único membro das Lendas que está ciente das mudanças na realidade, desistiu de tudo, e agora cozinha doces a bordo da nave. Mick, que não está satisfeito com sua vida de crime fácil, ajuda Nate a reunir as Lendas, usando a nova invenção de Ray, a arma da realidade, para restaurar suas memórias. Martin Stein, que é abusado por Jax nesta realidade, destrói a arma depois que Jax tenta usá-la nele. Eles decidem roubar a Lança de Eobard antes que ele use um incinerador construído por Martin Stein para destruí-la, tornando a nova realidade permanente. Damien Darhk, Malcolm Merlyn e Snart também formam uma aliança contra Eobard para roubar a Lança para si mesmos. Em uma luta para recuperar a Lança, Amaya, que tenta restaurar a realidade, é morta por Snart, o que faz com que Eobard consiga destruir a Lança. Agora, presos nesta realidade alternativa para sempre e sem seus poderes especiais, as Lendas planejam um plano arriscado para impedir a Legião de roubarem a Lança na primeira tentativa: voltar para 1916 e impedir que a Lança seja roubada. Mais tarde, é revelado que Rip e a nave estão no escritório de Eobard, em forma de miniatura. |              |                                                                             |                  |                                                                                         |                         |                     |
| 33 | 17           | "Aruba" "(Aruba)" (BR)                                                      | Rob Seidenglanz  | Phil Klemmer & Marc Guggenheim                                                          | 4 de abril de 2017      | 1.52                |
| As Lendas recuperam o contato com a nave e Ray tira Rip e a nave da forma de miniatura. As Lendas voltam até a Batalha do Somme para roubar a Lança antes que a Legião consiga usá-la, mas Eobard Thawne chega, vindo da realidade alterada, e mata o Ray do futuro, arrancando seu coração, e destrói o sangue de Cristo, avisando os membros da Legião do passado sobre as Lendas do futuro. As Lendas acabam interagindo com seus eus do passado, o que cria uma tempestade que os impede de usar a nave das Lendas do passado para fugir quando são emboscados por Malcolm Merlyn, Damien Darhk e Leonard Snart. Durante uma batalha que se inicia, as Lendas do futuro, com exceção de Sara, são mortas pela Legião, que é, por sua vez, impedida pelas Lendas do passado. Eobard Thawne chega com várias versões anteriores de si mesmo para lutar contra o time, enquanto Sara começa a usar a Lança para reescrever a realidade. Depois que Sara fala com uma alucinação de Laurel, Eobard pega a Lança e tenta usá-la contra o time, mas Sara revela que tirou os poderes da Lança e libertou o Flash Negro, que mata Eobard e o apaga da existência, assim como suas versões anteriores e a Lança. Com a missão completa, a Sara do futuro desaparece da existência. Nate convence Amaya a não ir embora. As Lendas deixam Malcolm Merlyn em seu apartamento, em 2016, e apagam as lembranças de Damien Darhk e Leonard Snart, deixando-os em 1987 e 2014, respectivamente, para viverem seus destinos e eventuais mortes. Rip vai embora do time, dizendo para Sara que já ensinou tudo para ela. A pedido de Mick, as Lendas partem para Aruba, em 2017, mas acabam indo para Los Angeles, em 2017, que, devido às suas intromissões no tempo, agora tem prédios de diferentes períodos de tempo e está repleta de dinossauros. |              |                                                                             |                  |                                                                                         |                         |                     |

## Elenco e personagens
| - Victor Garber como Martin Stein / Nuclear - Brandon Routh como Ray Palmer / Átomo - Arthur Darvill como Rip Hunter - Caity Lotz como Sara Lance / Canário Branco - Franz Drameh como Jefferson Jackson / Nuclear - Matt Letscher como Eobard Thawne / Flash Reverso - Maisie Richardson-Sellers como Amaya Jiwe / Vixen - Amy Louise Pemberton como Gideon - Nick Zano como Nate Heywood / Cidadão Gládio - Dominic Purcell como Mick Rory / Onda Térmica | - Neal McDonough como Damien Darhk - John Barrowman como Malcolm Merlyn - Wentworth Miller como Leonard Snart / Capitão Frio |

### Convidados
- Stephen Amell como Oliver Queen / Arqueiro Verde[18]
- Christiaan Westerveld como Rei Louis XIII[19]
- Rebecca Eady como Rainha Anne[19]
- John Rubinstein como Albert Einstein[20]
- Christina Jastrzembska como Mileva Marić[19]
- Patrick J. Adams como Rex Tyler / Homem-Hora[21]
- Matthew MacCaull como Henry Heywood, Sr. / Comandante Gládio[22]
- Sarah Grey como Courtney / Sideral[23]
- Kwesi Ameyaw como Charles / Dr. Meia-Noite[24]
- Dan Payne como Todd Rice / Manto Negro[25]
  - Lance Henriksen retrata uma versão mais antiga do personagem[26][27]
- André Eriksen como Barão Krieger[28]
- Mei Melançon como Masako Yamashiro[29]
- Sab Shimono como Ichiro Yamashiro[29]
- John Churchill como Ulysses S. Grant[30]
- Emily Tennant como Clarissa Stein[31]
- Johnathon Schaech como Jonah Hex[32]
- Christina Brucato como Lily Stein[33]
- Grant Gustin como Barry Allen / Flash[34][35]
- Jeff Fahey como Quentin Turnbull[36]
- Carlos Valdes como Cisco Ramon[35]
- Donnelly Rhodes como "Glasses"[c]
  - Jacob Richtor retrata uma versão mais jovem do personagem[35]
- Lucia Walters como Susan Brayden[35]
- David Ramsey como John Diggle / Espartano[38]
- Danielle Panabaker como Caitlin Snow[35]
- Melissa Benoist como Kara Danvers / Supergirl[39]
- Isaac Keoughan como Al Capone[40]
- Matt Angel como George Lucas[41]
- Randall Batinkoff como George Washington[42]
- Noel Johansen como Charles Cornwallis[43]
- Nils Hognestad como Rei Arthur[44]
- Elyse Levesque como Guinevere[45]
- Jack Turner como J. R. R. Tolkien[46]
- Emily Bett Rickards como Felicity Smoak[47]
- Katie Cassidy como Laurel Lance[48]

## Produção

### Desenvolvimento
Em 11 de março de 2016, Legends of Tomorrow foi renovado para uma segunda temporada. Após a primeira temporada, os produtores consideraram ajustar a equipe Lendas para temporadas adicionais, com a adição potencial de Connor Hawke de Joseph David-Jones e Mari McCabe / Vixen de Megalyn Echikunwoke. Para a segunda temporada, o showrunner Phil Klemmer revelou que o escritor de Arrow Keto Shimizu e o escritor de The Flash Grainne Godfree estariam trabalhando em Legends a fim de "fazer nossas histórias funcionarem em concerto" com Arrow e The Flash. Klemmer também observou os desafios de criar mais elementos de crossover, já que o ator principal de Arrow, Stephen Amell, e o ator principal de The Flash, Grant Gustin, trabalham dias inteiros em seus respectivos programas. Em termos de trabalho no Universo Arrow, Klemmer disse que a morte de Laurel Lance em Arrow "ressoaria na 2ª temporada ... [uma vez que] algo que acontece em Arrow pode criar ondas que aparecem em nosso programa de uma forma enorme. altera o DNA de nossa série." A segunda temporada inicialmente consistia em 13 episódios, com mais quatro encomendados em novembro de 2016 para trazer o total da temporada para 17.
Provocando a premissa da segunda temporada em abril de 2016, Klemmer afirmou: "Estamos chegando nisso de um ângulo completamente diferente. Estamos determinados a fazer cada parte da segunda temporada parecer seu próprio programa. [O primeiro episódio da segunda temporada] será um novo piloto com novos mocinhos, novos bandidos, novas apostas, novas dinâmicas, novos objetivos. A equipe basicamente terá que encontrar um novo propósito. Depois de salvar o mundo, o que você faz então? .. O fato de que o mundo estava em perigo forçou nossa equipe a cair em sua própria versão disfuncional de lockstep. Segunda temporada, eles não serão mais caçados pelos Time Masters. Eles não terão mais o fardo com ter que salvar o mundo. Não será mais sobre salvar Miranda e Jonas. O interessante sobre a segunda temporada é que eu acho que vai ter um tom muito, muito diferente, porque nossas Lendas terão um propósito totalmente diferente. Na verdade, eles terão uma constituição totalmente diferente. Haverá novos rostos é novo em tudo." A temporada também apresentou membros da Sociedade da Justiça da América. A Sociedade consistia em Homem-Hora, Vixen, Comandante Gládio, Manto Negro, Sideral e Dr. Meia-Noite. A temporada também apresentou uma versão da Legião do Mal, composta por Eobard Thawne / Flash Reverso, Damien Darhk, Malcolm Merlyn, Leonard Snart / Capitão Frio.

### Escolha do elenco
Os membros do elenco principal Victor Garber, Brandon Routh, Arthur Darvill, Caity Lotz, Franz Drameh, Amy Pemberton e Dominic Purcell voltaram da temporada anterior como Martin Stein, Ray Palmer, Rip Hunter, Sara Lance, Jefferson Jackson, Gideone Mick Rory , respectivamente. Eles se juntaram a Matt Letscher, Maisie Richardson-Sellers e Nick Zano, interpretando Eobard Thawne, Amaya Jiwe, e Nate Heywood, respectivamente. Letscher reprisou seu papel em The Flash. Foi originalmente planejado para Megalyn Echikunwoke, que dublou Mari McCabe / Vixen na websérie animada da Vixen, para reprisar seu papel nesta série, mas devido aos conflitos de programação para Echikunwoke, os produtores escolheram vendedores como Jiwe, avó de McCabe e uma anterior encarnação de Vixen. Esta encarnação foi uma criação original para a série. Darvill esteve ausente por 5 episódios nesta temporada devido ao seu compromisso com a série Broadchurch da ITV. Pemberton retratou fisicamente Gideon no episódio "Land of the Lost", ao contrário dos episódios anteriores, onde ela apenas dublou o personagem.
Wentworth Miller, que interpretou Leonard Snart / Capitão Frio como regular na primeira temporada, assinou um contrato com a Warner Bros. TV para continuar retratando Snart simultaneamente em vários programas no Universo Arrow, incluindo Legends of Tomorrow. John Barrowman e Katie Cassidy, que interpretaram Malcolm Merlyn e Laurel Lance respectivamente em Arrow, assinaram um contrato semelhante que lhes permitiu continuar sendo uma série regular em Arrow, bem como em outros programas do Universo Arrow incluindo The Flash e Legends of Tomorrow. Neal McDonough, que reapareceu como Damien Darhk em Arrow e fez uma aparição especial na primeira temporada de Legends of Tomorrow, retornou à série em uma capacidade recorrente. Ciara Renée e Falk Hentschel, que estrelaram como Kendra Saunders / Mulher-Gavião e Carter Hall / Gavião Negro respectivamente na primeira temporada, não retornaram para a segunda, com o co-criador de Legends of Tomorrow, Marc Guggenheim dizendo que os escritores não conseguiram encontrar uma história adequada para seus personagens se definiram após a primeira temporada, acrescentando: "O laço foi amarrado de forma tão firme e organizada com sua história no final, que tudo o que pensávamos parecia muito forçado. Após 4000 anos, eles não estavam mais sob o espectro de Vandal [Savage], e sentimos que eles precisam de uma folga. " Ele acrescentou que trazer a dupla de volta no início da segunda temporada parecia "prematuro".

### Filmagens
As filmagens para a temporada começaram em julho de 2016 em Vancouver, e terminaram em fevereiro de 2017.

### Ligações com o Universo Arrow
Em novembro de 2016, o elenco de Legends of Tomorrow apareceu em The Flash e Arrow como parte do evento de crossover, "Invasion!"; os episódios de crossover também contaram com aparições de Melissa Benoist, reprisando seu papel como Kara Danvers / Supergirl da série de TV, Supergirl.

## Lançamento

### Exibição
A temporada começou a ser exibida em 13 de outubro de 2016, na The CW nos Estados Unidos, e terminou em 4 de abril de 2017.

### Mídia doméstica
A temporada foi lançado em Blu-ray em 15 de agosto de 2017.

## Recepção

### Audiência
| №  | Título                           | Exibição original       | Rating/share (18–49) | Audiência (em milhões) | DVR (18–49) | Audiência em DVR (milhões) | Total (18–49) | Audiência total (em milhões) |
| -- | -------------------------------- | ----------------------- | -------------------- | ---------------------- | ----------- | -------------------------- | ------------- | ---------------------------- |
| 1  | "Out of Time"                    | 13 de outubro de 2016   | 0.6/2                | 1.82                   | 0.6         | 1.19                       | 1.2           | 3.01                         |
| 2  | "The Justice Society of America" | 20 de outubro de 2016   | 0.7/2                | 1.80                   | N/A         | 1.03                       | N/A           | 2.83                         |
| 3  | "Shogun"                         | 27 de outubro de 2016   | 0.6/2                | 1.75                   | 0.4         | 0.96                       | 1.0           | 2.71                         |
| 4  | "Abominations"                   | 3 de novembro de 2016   | 0.6/2                | 1.75                   | 0.4         | 0.99                       | 1.0           | 2.74                         |
| 5  | "Compromised"                    | 10 de novembro de 2016  | 0.6/2                | 1.77                   | 0.4         | 0.98                       | 1.0           | 2.75                         |
| 6  | "Outlaw Country"                 | 17 de novembro de 2016  | 0.6/2                | 1.85                   | 0.5         | N/A                        | 1.1           | N/A                          |
| 7  | "Invasion!"                      | 1 de dezembro de 2016   | 1.2/4                | 3.39                   | 0.7         | 1.84                       | 1.9           | 5.24                         |
| 8  | "The Chicago Way"                | 8 de dezembro de 2016   | 0.7/3                | 2.00                   | 0.5         | 1.17                       | 1.2           | 3.17                         |
| 9  | "Raiders of the Lost Art"        | 24 de janeiro de 2017   | 0.6/2                | 1.74                   | N/A         | 1.14                       | N/A           | 2.94                         |
| 10 | "The Legion of Doom"             | 31 de janeiro de 2017   | 0.7/3                | 1.78                   | 0.5         | 1.19                       | 1.2           | 2.96                         |
| 11 | "Turncoat"                       | 7 de fevereiro de 2017  | 0.7/3                | 1.77                   | N/A         | 1.10                       | N/A           | 2.87                         |
| 12 | "Camelot/3000"                   | 21 de fevereiro de 2017 | 0.6/2                | 1.64                   | 0.5         | 1.06                       | 1.1           | 2.70                         |
| 13 | "Land of the Lost"               | 7 de março de 2017      | 0.5/2                | 1.54                   | 0.5         | 1.07                       | 1.0           | 2.61                         |
| 14 | "Moonshot"                       | 14 de março de 2017     | 0.5/2                | 1.34                   | 0.3         | 1.01                       | 0.8           | 2.35                         |
| 15 | "Fellowship of the Spear"        | 21 de março de 2017     | 0.6/2                | 1.72                   | N/A         | 0.98                       | N/A           | 2.70                         |
| 16 | "Doomworld"                      | 28 de março de 2017     | 0.5/2                | 1.59                   | 0.5         | 1.01                       | 1.0           | 2.60                         |
| 17 | "Aruba"                          | 4 de abril de 2017      | 0.6/2                | 1.52                   | N/A         | 0.87                       | N/A           | 2.39                         |

### Resposta Crítica
O site Rotten Tomatoes deu para a temporada um índice de 88% de aprovação dos críticos e com uma classificação média de 6,97/10 baseado em 10 comentários. O consenso do site disse: "Embora a narrativa permaneça muito ambiciosa, Legends of Tomorrow da DC desfruta de um arco criativo mais livre com a remoção de personagens problemáticos." Jesse Schedeen do IGN chamou isso de uma melhora significativa em relação à primeira temporada, dizendo que reduziu "a maior parte do que não funcionou na 1ª temporada e adicionou vários novos personagens dignos à mistura." Ele observou que enquanto a temporada estava "repleta de arcos de personagens atraentes e reviravoltas na trama", ela prosperou simplesmente por "oferecer uma sensação de aventura e comédia extravagantes que são frustrantemente difíceis de encontrar em outros projetos de live-action da DC."

### Prêmios e indicações
| Ano  | Prêmio             | Categoria                                | Nomeado(s)                                                                        | Resultado | Ref.   |
| ---- | ------------------ | ---------------------------------------- | --------------------------------------------------------------------------------- | --------- | ------ |
| 2017 | Leo Awards         | Best Direction in a Dramatic Series      | David Geddes                                                                      | Indicado  | [ 89 ] |
| 2017 | Leo Awards         | Best Visual Effects in a Dramatic Series | Armen V. Kevorkian, Meagan Condito, Rick Ramirez, Andranik Taranyan, James Rorick | Indicado  | [ 89 ] |
| 2017 | Leo Awards         | Best Sound in a Dramatic Series          | Kristian Bailey                                                                   | Venceu    | [ 89 ] |
| 2017 | Teen Choice Awards | Choice TV Actress: Action                | Caity Lotz                                                                        | Indicado  | [ 90 ] |